# Finding Fanny
Pour plus de détails, voir Fiche technique et Distribution.
Finding Fanny,  est une comédie, de type road movie satirique, du cinéma indien, en hindi, réalisée par Homi Adajania (en) et produite par Dinesh Vijan (en). Le film met en vedette Dimple Kapadia, Naseeruddin Shah,  Pankaj Kapur,  Deepika Padukone et Arjun Kapoor. Il est basé sur un road trip qui se déroule à Goa et suit le voyage de cinq amis dysfonctionnels qui partent en voyage à la recherche de Fanny, l'amoureuse de Naseeruddin Shah. Il est présenté en première, en Inde, le 1er septembre 2014 et est sorti dans le monde entier le 12 septembre 2014. Il a été sélectionné pour être projeté au 19e Festival international du film de Busan, en octobre 2014.

## Synopsis
Ferdinand "Ferdie" Pinto (Naseeruddin Shah), reçoit une lettre au milieu de la nuit et se rend compte que son véritable amour, Stefanie "Fanny" Fernandes (Anjali Patil (en)), n'a jamais su qu'il éprouvait de véritables sentiments pour elle. Angelina "Angie" Eucharistica (Deepika Padukone), une jeune veuve et une amie chère à Ferdie, décide de l'aider. Angie était mariée à Gabo Eucharistica (Ranveer Singh), qui est mort subitement durant un mariage. Ferdie et Angie se lancent à la recherche de Fanny, avec l'aide de la belle-mère d'Angie, Rosalina "Rosie" Eucharistica (Dimple Kapadia), d'un artiste peu recommandable nommé Don Pedro Cleto Collaco (Pankaj Kapur) et de l'ami d'enfance d'Angie, Savio Da Gama (Arjun Kapoor).

## Fiche technique
Sauf indication contraire, les informations mentionnées dans cette section peuvent être confirmées par la base de données cinématographiques IMDb,  présente dans la section « Liens externes ».
- Titre : Finding Fanny
- Réalisation : Homi Adajania (en)
- Scénario : Homi Adajania - Kersi Khambatta
- Production : Maddock Films (en)
- Langue : Hindi
- Genre : Comédie
- Durée : 101 minutes (1 h 41)
- Dates de sorties en salles :
  - Inde : 12 septembre 2014

## Distribution
- Naseeruddin Shah : Ferdinand 'Ferdie' Pinto
- Dimple Kapadia : Mme Rosalina 'Rosie' Eucharistica
- Pankaj Kapur : Don Pedro Cleto Colaco
- Deepika Padukone : Angelina ’Angie’ Eucharistica/Da Gama
- Arjun Kapoor : Savio Da Gama
- Anand Tiwari (en) : Père Francis
- Anjali Patil (en) : Stefanie 'Fanny' Fernandes et fille de Fanny[1].
- Mihai Fusu : Vladmir Olianov
- Kevin D'Mello[2]
- Ranveer Singh : caméo en tant que Gabo Eucharistica, Mari d'Angie et fils de  Rosie[3].